# Superpuchar Włoch w piłce siatkowej mężczyzn (2021)
Superpuchar Włoch w piłce siatkowej mężczyzn 2021 (oficjalnie Del Monte Supercoppa Italia Superlega) – dwudziestaszósta edycja rozgrywek o Superpuchar Włoch. Półfinały i finał zostaną rozegrane od 23 do 24 października 2021 roku w Palasport Eurosuole Forum w Civitanova Marche. 
Superpuchar Włoch zdobyła drużyna Itas Trentino.

## System rozgrywek
W Superpucharze Włoch 2021 startują cztery najwyżej sklasyfikowane drużyny Superlega w sezonie 2020/2021.
| Lp. | Drużyna                  |
| --- | ------------------------ |
| 1.  | Cucine Lube Civitanova   |
| 2.  | Sir Safety Conad Perugia |
| 3.  | Itas Trentino            |
| 4.  | Vero Volley Monza        |

Rozgrywki składają się z półfinałów i finału. W półfinałach drużyny tworzą pary według następującego klucza:
- 1 – 4,
- 2 – 3,

gdzie cyfry oznaczają miejsce zajęte przez daną drużynę w Superlega w sezonie 2020/2021. 
Zwycięzcy meczów półfinałowych zagrywają o Superpuchar Włoch 2021.

## Drabinka[3]
|  |           |                          |           |                   |   |       |               |       |
|  | Półfinały | Półfinały                | Półfinały |                   |   | Finał | Finał         | Finał |
|  | Półfinały | Półfinały                | Półfinały |                   |   | Finał | Finał         | Finał |
|  |           |                          |           |                   |   |       |               |       |
|  |           |                          |           |                   |   |       |               |       |
|  | 1         | Cucine Lube Civitanova   | 1         |                   |   |       |               |       |
|  | 1         | Cucine Lube Civitanova   | 1         |                   |   |       |               |       |
|  | 4         | Vero Volley Monza        | 3         |                   |   |       |               |       |
|  | 4         | Vero Volley Monza        | 3         |                   |   | 3     | Itas Trentino | 3     |
|  |           |                          |           |                   |   | 3     | Itas Trentino | 3     |
|  |           |                          | 4         | Vero Volley Monza | 1 |       |               |       |
|  | 2         | Sir Safety Conad Perugia | 4         | Vero Volley Monza | 1 | 0     |               |       |
|  | 2         | Sir Safety Conad Perugia |           |                   |   |       |               |       |
|  | 3         | Itas Trentino            | 3         |                   |   |       |               |       |
|  | 3         | Itas Trentino            | 3         |                   |   |       |               |       |
|  |           |                          |           |                   |   |       |               |       |

## Wyniki spotkań[4]

### Półfinały
| 23.10.2021              | Cucine Lube Civitanova   | 1:3 (22:25, 16:25, 25:21, 20:25) | Vero Volley Monza   | Palasport Eurosuole Forum, Civitanova Marche       |  |
| 15:15 (UTC+1) Rai Sport | Ricardo Lucarelli 15 pkt | raport                           | Georg Grozer 21 pkt | Widzów: 1341 Sędziowie: Mauro Goitre i Dominga Lot |  |

| 23.10.2021              | Sir Safety Conad Perugia | 0:3 (21:25, 21:25, 23:25) | Itas Trentino         | Palasport Eurosuole Forum, Civitanova Marche            |  |
| 18:00 (UTC+1) Rai Sport | Wilfredo León 16 pkt     | raport                    | Matej Kazijski 15 pkt | Widzów: 1341 Sędziowie: Marco Zavater i Massimo Florian |  |

### Finał
| 24.10.2021          | Itas Trentino         | 3:1 (25:11, 25:21, 31:33, 25:14) | Vero Volley Monza   | Palasport Eurosuole Forum, Civitanova Marche                               |  |
| 16:00 (UTC+1) Rai 2 | Matej Kazijski 16 pkt | raport                           | Georg Grozer 22 pkt | Widzów: 2568 Sędziowie: Roberto Boris i Rossella Piana MVP: Matej Kazijski |  |